# ديربي دو نورد
ديربي دو نورد (
تنطق بالفرنسية: [dɛʁbi du nɔʁ]
، تترجم حرفيا. ديربي الشمال) هو تنافس في كرة قدم بين ناديي ليل ولانس الفرنسيين، وهما اثنان من أنجح أندية المنطقة. يقع كلا الناديين في شمال فرنسا، وإن كانا في مقاطعتين مختلفتين: ليل في نور ولانس في با دو كاليه. يمكن أن يشير الاسم إلى المباريات التي تضم ليل وفالنسيان حيث يقع كلا الناديين داخل مقاطعة الشمال؛ ومع ذلك، فإن الاسم ينطبق تاريخيًا بشكل أساسي على المباريات التي تضم ليل ولانس. ونتيجة لذلك، يشار إلى مباراة ليل–فالنسيان أحيانًا باسم ديربي الشمال الصغير.

## التاريخ
التقت المدينتان لأول مرة في عام 1937 عندما كان ليل يلعب تحت شعار أولمبيك ليل. ونظرًا لقرب كل نادي من الآخر حيث يفصل بينهما 40 كيلومتر (25 ميل) فقط والاختلافات الاجتماعية بين مشجعي كل نادي، فقد نشأت منافسة شرسة. تاريخيًا، يعتمد ديربي الشمال على الاختلافات الاجتماعية والاقتصادية، حيث تُعرف مدينة لنس بأنها مدينة قديمة صناعية من الطبقة العاملة ومدينة ليل بأنها مدينة من الطبقة المتوسطة وحديثة وموجهة دوليًا. لم تعد هذه المعارضة الطبقية الاجتماعية ذات صلة: حيث تأتي قاعدتا المشجعين الآن من الطبقات الدنيا والمتوسطة.

## الإحصائيات

### سجل المواجهات المباشرة
آخر تحديث 26 أكتوبر 2024.
| المسابقة                                  | لعب | ليل | تعادل | لانس |
| ----------------------------------------- | --- | --- | ----- | ---- |
| الدوري الفرنسي الدرجة الأولى              | 101 | 39  | 33    | 29   |
| الدوري الفرنسي الدرجة الثانية             | 6   | 2   | 1     | 3    |
| كأس فرنسا                                 | 10  | 6   | 1     | 3    |
| كأس الرابطة الفرنسية                      | 1   | 0   | 0     | 1    |
| بطل فرنسا للهواة (1935–1971) [الإنجليزية] | 2   | 0   | 1     | 1    |
| المجموع                                   | 120 | 47  | 36    | 37   |

### الإنجازات
آخر تحديث 1 أغسطس 2021.
| المسابقة                     | الألقاب التي فازوا بها | الألقاب التي فازوا بها |
| المسابقة                     | ليل                    | لانس                   |
| ---------------------------- | ---------------------- | ---------------------- |
| الدوري الفرنسي الدرجة الأولى | 4                      | 1                      |
| كأس فرنسا                    | 6                      | 0                      |
| كأس الرابطة الفرنسية         | 0                      | 1                      |
| كأس الأبطال الفرنسي          | 1                      | 0                      |
| المجموع الوطني               | 11                     | 2                      |
| كأس إنترتوتو                 | 1                      | 1                      |
| المجموع الدولي               | 1                      | 1                      |
| الإجمالي                     | 12                     | 3                      |

### الإحصائيات الأخرى
آخر تحديث 3 يونيو 2023.
| الإنجاز                                     | ليل   | لانس  |
| ------------------------------------------- | ----- | ----- |
| الدوري الفرنسي الدرجة الأولى المركز الثاني  | 6     | 5     |
| الدوري الفرنسي الدرجة الأولى المركز الثالث  | 5     | 2     |
| نهائي كأس فرنسا                             | 8     | 3     |
| نهائي كأس الرابطة الفرنسية                  | 1     | 2     |
| مباريات كأس الأبطال الفرنسي                 | 3     | 1     |
| مرحلة المجموعات في دوري أبطال أوروبا        | 7     | 3     |
| مرحلة خروج المغلوب في دوري أبطال أوروبا     | 2     | 0     |
| إجمالي مواسم الدوري الفرنسي الدرجة الأولى   | 64    | 62    |
| إجمالي مباريات الدوري الفرنسي الدرجة الأولى | 2،328 | 2،234 |
| مجموع انتصارات الدوري الفرنسي الدرجة الأولى | 898   | 827   |
| مجموع المباريات الأوروبية                   | 126   | 80    |
| ألقاب الدوري الفرنسي الدرجة الثانية         | 5     | 4     |

## وصلات خارجية
- نادي ليل (بالفرنسية)
- نادي لانس (بالفرنسية)